# Fed Cup 1999
La Fed Cup 1999 corresponde a la 37ª edición del torneo de tenis femenino más importante por naciones. 8 equipos participaron en el Grupo Mundial.

## Grupo Mundial
| Equipos participantes | Equipos participantes | Equipos participantes | Equipos participantes |
| Croacia               | Francia               | Italia                | Rusia                 |
| Eslovaquia            | España                | Suiza                 | Estados Unidos        |
| --------------------- | --------------------- | --------------------- | --------------------- |

## Eliminatorias
|  | Cuartos de final | Cuartos de final |                |        | Semifinales | Semifinales |  |                | Final            | Final            |  |
|  | 17-18 abril      | 17-18 abril      |                |        | 24-25 julio | 24-25 julio |  |                | 18-19 septiembre | 18-19 septiembre |  |
|  |                  |                  |                |        |             |             |  |                |                  |                  |  |
|  |                  |                  |                |        |             |             |  |                |                  |                  |  |
|  | España           | 2                |                |        |             |             |  |                |                  |                  |  |
|  | España           | 2                |                |        |             |             |  |                |                  |                  |  |
|  | Italia           | 3                |                |        |             |             |  |                |                  |                  |  |
|  | Italia           | 3                |                | Italia | 1           |             |  |                |                  |                  |  |
|  |                  |                  |                | Italia | 1           |             |  |                |                  |                  |  |
|  |                  |                  | Estados Unidos | 4      |             |             |  |                |                  |                  |  |
|  | Croacia          | 0                | Estados Unidos | 4      |             |             |  |                |                  |                  |  |
|  | Croacia          | 0                |                |        |             |             |  |                |                  |                  |  |
|  | Estados Unidos   | 5                |                |        |             |             |  |                |                  |                  |  |
|  | Estados Unidos   | 5                |                |        |             |             |  | Estados Unidos | 4                |                  |  |
|  |                  |                  |                |        |             |             |  | Estados Unidos | 4                |                  |  |
|  |                  |                  | Rusia          | 1      |             |             |  |                |                  |                  |  |
|  | Francia          | 2                | Rusia          | 1      |             |             |  |                |                  |                  |  |
|  | Francia          | 2                |                |        |             |             |  |                |                  |                  |  |
|  | Rusia            | 3                |                |        |             |             |  |                |                  |                  |  |
|  | Rusia            | 3                |                | Rusia  | 3           |             |  |                |                  |                  |  |
|  |                  |                  |                | Rusia  | 3           |             |  |                |                  |                  |  |
|  |                  |                  | Eslovaquia     | 2      |             |             |  |                |                  |                  |  |
|  | Eslovaquia       | 5                | Eslovaquia     | 2      |             |             |  |                |                  |                  |  |
|  | Eslovaquia       | 5                |                |        |             |             |  |                |                  |                  |  |
|  | Suiza            | 0                |                |        |             |             |  |                |                  |                  |  |
|  | Suiza            | 0                |                |        |             |             |  |                |                  |                  |  |
|  |                  |                  |                |        |             |             |  |                |                  |                  |  |

- En cursiva equipos que juegan de local.

### Final
| Taube Tennis Stadium, California, Estados Unidos 18 al 19 de septiembre de 1999 |                           |                                 |   |   |    |  |  |  |  |
| \| 1 \| \| Venus Williams \| 6 \| 6 \| \| \| \| \| \| \| 1 \| \| Elena Likhovtseva \| 3 \| 4 \| \| \| \| \| \| \| 2 \| \| Lindsay Davenport \| 6 \| 6 \| \| \| \| \| \| \| 2 \| \| Elena Dementieva \| 4 \| 0 \| \| \| \| \| \| \| 3 \| \| Lindsay Davenport \| 6 \| 6 \| \| \| \| \| \| \| 3 \| \| Elena Likhovtseva \| 4 \| 4 \| \| \| \| \| \| \| 4 \| \| Venus Williams \| 6 \| 3 \| 65 \| \| \| \| \| \| 4 \| \| Elena Dementieva \| 1 \| 6 \| 7 \| \| \| \| \| \| 5 \| \| Serena Williams-Venus Williams \| 6 \| 6 \| \| \| \| \| \| \| 5 \| \| Elena Dementieva-Elena Makarova \| 2 \| 1 \| \| \| \| \| \| |                           |                                 |   |   |    |  |  |  |  |
| 1 | Bandera de Estados Unidos | Venus Williams                  | 6 | 6 |    |  |  |  |  |
| 1 | Bandera de Rusia          | Elena Likhovtseva               | 3 | 4 |    |  |  |  |  |
| 2 | Bandera de Estados Unidos | Lindsay Davenport               | 6 | 6 |    |  |  |  |  |
| 2 | Bandera de Rusia          | Elena Dementieva                | 4 | 0 |    |  |  |  |  |
| 3 | Bandera de Estados Unidos | Lindsay Davenport               | 6 | 6 |    |  |  |  |  |
| 3 | Bandera de Rusia          | Elena Likhovtseva               | 4 | 4 |    |  |  |  |  |
| 4 | Bandera de Estados Unidos | Venus Williams                  | 6 | 3 | 65 |  |  |  |  |
| 4 | Bandera de Rusia          | Elena Dementieva                | 1 | 6 | 7  |  |  |  |  |
| 5 | Bandera de Estados Unidos | Serena Williams-Venus Williams  | 6 | 6 |    |  |  |  |  |
| 5 | Bandera de Rusia          | Elena Dementieva-Elena Makarova | 2 | 1 |    |  |  |  |  |

## Grupo Mundial 2
El Grupo Mundial 2 de la Copa Fed se disputó los días 17 y 18 de abril de 1999, y los resultados de esta fase se detallan en el siguiente esquema:
| Sede de la confrontación | Superficie     | Ganador         | Marcador | Perdedor    |
| ------------------------ | -------------- | --------------- | -------- | ----------- |
| Bolduque                 | Indoor moqueta | Bélgica         | 5–0      | Holanda     |
| Minsk                    | Indoor Arcilla | República Checa | 4–1      | Bielorrusia |
| Klagenfurt               | Arcilla        | Austria         | 3-2      | Australia   |
| Hamburgo                 | Arcilla        | Alemania        | 3–2      | Japón       |

## Play-offs del Grupo Mundial 2
Fecha: 21-24 julio
Equipos
- Argentina
- Australia - Avanza a la fase final
- Bielorrusia
- China Taipéi
- Japón
- Países Bajos - Avanza a la fase final
- Rumania
- Eslovenia

Los equipos se dividen en 2 grupos, los ganadores de cada grupo (Australia y Holanda) acceden a la fase final de los Play-offs.  Los otros equipos jugaran en el Grupo I en el 2000.

### Final
| University Sports Centre, Ámsterdam, Holanda 24 de julio de 1999 |                             |                 |           |   |    |  |  |  |  |
| \| 1 \| \| Miriam Oremans \| 4 \| 6 \| 8 \| \| \| \| \| \| 1 \| \| Nicole Pratt \| 6 \| 3 \| 10 \| \| \| \| \| \| 2 \| \| Kristie Boogert \| 5 \| 2 \| \| \| \| \| \| \| 2 \| \| Jelena Dokić \| 7 \| 6 \| \| \| \| \| \| \| 3 \| \| \| No \| \| \| \| \| \| \| \| 3 \| \| disputado \| \| \| \| \| \| \| \| |                             |                 |           |   |    |  |  |  |  |
| 1 | Bandera de los Países Bajos | Miriam Oremans  | 4         | 6 | 8  |  |  |  |  |
| 1 | Bandera de Australia        | Nicole Pratt    | 6         | 3 | 10 |  |  |  |  |
| 2 | Bandera de los Países Bajos | Kristie Boogert | 5         | 2 |    |  |  |  |  |
| 2 | Bandera de Australia        | Jelena Dokić    | 7         | 6 |    |  |  |  |  |
| 3 | Bandera de los Países Bajos |                 | No        |   |    |  |  |  |  |
| 3 | Bandera de Australia        |                 | disputado |   |    |  |  |  |  |

## Zona Americana

### Grupo 1
- Argentina — promocionado a los Play-offs del Grupo Mundial 2.
- Brasil
- Canadá
- Chile
- Colombia
- Ecuador - relegado al Grupo 2 en 2000.
- México
- Paraguay
- Puerto Rico - relegado al Grupo 2 en 2000.
- Venezuela

### Grupo 2
- Antigua y Barbuda
- Bahamas
- Barbados
- Bermudas
- Bolivia
- Costa Rica
- Cuba — promocionado al Grupo 1 en 2000
- República Dominicana
- El Salvador
- Guatemala
- Haití
- Jamaica
- Panamá
- Perú
- Trinidad y Tobago
- Uruguay — promocionado al Grupo 1 en 2000

## Zona Asia/Oceanía

### Grupo 1
- China
- China Taipéi — promocionado a los Play-offs del Grupo Mundial 2.
- Hong Kong
- India
- Indonesia
- Nueva Zelanda
- Equipo de las islas de Oceanía - relegado al Grupo 2 en 2000.
- Corea del Sur
- Tailandia
- Uzbekistán - relegado al Grupo 2 en 2000.

### Grupo 2
- Fiyi
- Kazajistán — promocionado al Grupo 1 en 2000
- Malasia
- Pakistán
- Singapur — promocionado al Grupo 1 en 2000
- Siria
- Tayikistán

## Zona Europa/África

### Grupo 1
- Bulgaria
- Dinamarca - relegado al Grupo 2 en 2000.
- Finlandia
- Georgia - relegado al Grupo 2 en 2000.
- Reino Unido
- Grecia
- Letonia
- Luxemburgo
- Polonia
- Portugal - relegado al Grupo 2 en 2000.
- Rumania — promocionado a los Play-offs del Grupo Mundial 2.
- Eslovenia — promocionado a los Play-offs del Grupo Mundial 2.
- Sudáfrica
- Suecia
- Ucrania
- Yugoslavia - relegado al Grupo 2 en 2000.

### Grupo 2
- Argelia
- Armenia
- Bosnia y Herzegovina
- Botsuana
- Chipre
- Egipto
- Estonia
- Hungría — promocionado al Grupo 1 en 2000
- Islandia
- Irlanda
- Israel — promocionado al Grupo 1 en 2000
- Kenia
- Lituania
- Macedonia del Norte
- Madagascar
- Malta
- Moldavia
- Marruecos — promocionado al Grupo 1 en 2000
- Túnez
- Turquía — promocionado al Grupo 1 en 2000